# Совершеннолетие

Разница в возрасте совершеннолетия по странам:
16 и младше
17 лет
18 лет
19 лет
20 лет
21 год
Нет данных

Совершенноле́тие — возраст, с наступлением которого человек становится дееспособным. Лица, не достигшие возраста совершеннолетия, называются несовершеннолетними. Несовершеннолетние в особых случаях могут становиться дееспособными при вступлении в брак или при наличии особых обстоятельств с установленного законом возраста, однако обычно без права голосовать, усыновлять и опекать детей. Возрастные ограничения в употреблении алкоголя, курении, вождении автомобиля, праве голоса во многих странах могут не совпадать со временем достижения возраста совершеннолетия.

## В религии
- В исламском праве нижним пределом наступления совершеннолетия у девочек (балига) является возраст 10 лет, а у мальчиков (балиг) — 13 лет. Верхний предел для девушек составляет возраст 17 лет, а у юношей — 14,5 года по солнечному календарю при условии, что до этого момента не было других признаков совершеннолетия. К внешним признакам совершеннолетия относятся выделение семени у мальчика и начало менструаций (хайд) у девочки. Кроме того, девочка считается совершеннолетней, если у неё выделилось женское семя (мани) и наступила беременность[4]. С наступлением совершеннолетия каждому мусульманину вменяется в обязанность соблюдать вероучительные и правовые основы религии, а также становится возможным их совместное проживание в браке[5]. Достигший совершеннолетия становится полностью ответственным за свои поступки.
- Иудаизм. Согласно законам иудаизма, когда еврейский ребёнок достигает совершеннолетия (13 лет для мальчиков и 12 — для девочек), он становится ответственным за свои поступки. Начиная с 13-летнего возраста мальчики участвуют в молитвах на равных со взрослыми. Во многих консервативных или реформистских синагогах девочки празднуют бат-мицву вместе с мальчиками в 13 лет.
- Религия бахаи. Возраст совершеннолетия наступает в 15 лет. Это возраст, с которого выполняются религиозные законы о молитве и посте, и наступает полная личная ответственность за своё духовное развитие.

## Список государств, стран, территорий и регионов по срокам наступления совершеннолетия

### до 14 лет
- Иран — 9 лет для девочек[6]

### 14 лет
- Фарерские острова

### 15 лет
- Индонезия
- Иран — для юношей[6]
- Йемен

### 16 лет
- Вьетнам
- Камбоджа
- Куба
- Мьянма[7]

### 17 лет
- Восточный Тимор
- КНДР

### 18 лет
- Республика Абхазия
- Азербайджан
- Австралия
- Австрия
- Армения[8]
- Беларусь
- Бельгия
- Болгария
- Босния и Герцеговина
- Бразилия
- Великобритания
  -  Англия
  -  Северная Ирландия
  -  Уэльс
  -  Шотландия[9][Комм. 1]
- Венгрия
- Венесуэла
- Гаити
- Гана
- Гвинея[10]
- Германия
- Гонконг (избирательное право предоставляется с 21 года)
- Греция
- Грузия
- Дания
- Египет
- Израиль
- Индия
- Ирландия
- Исландия
- Испания
- Италия
- Казахстан
- Канада
  -  Альберта
  -  Квебек
  -  Манитоба
  -  Онтарио
  -  Остров Принца Эдуарда
  -  Саскачеван[11]
- Катар
- Китай
- Коста-Рика
- Кипр
- Кыргызстан
- Латвия
- Литва
- Малайзия (избирательное право предоставляется с 21 года)
- Мальдивы
- Мексика
- Молдова
- Монако[12]
- Монголия
- Нидерланды
- Норвегия
- Пакистан[13]
- Парагвай
- Перу
- Польша
- Португалия
- Россия
- Руанда
- Румыния
- Сальвадор
- Саудовская Аравия[14]
- Сейшельские Острова
- Сенегал
- Сент-Китс и Невис
- Сербия
- Сирия
- Словакия
- Словения
- Сомали
- США (в списке всего 50 штатов и неинкорпорированных территорий)
  -  Айдахо
  -  Айова
  -  Аляска
  -  Американское Самоа
  -  Аризона
  -  Арканзас[Комм. 2]
  -  Вайоминг[15]
  -  Вашингтон
  -  Вашингтон (округ Колумбия)[16]
  -  Вермонт
  -  Виргиния[17]
  -  Виргинские Острова
  -  Висконсин[Комм. 3]
  -  Гавайи
  -  Гуам
  -  Делавэр
  -  Джорджия
  -  Западная Виргиния
  -  Иллинойс
  -  Индиана
  -  Калифорния
  -  Канзас
  -  Кентукки[Комм. 3]
  -  Колорадо
  -  Коннектикут
  -  Луизиана[Комм. 3]
  -  Массачусетс
  -  Миннесота
  -  Миссури
  -  Мичиган
  -  Монтана
  -  Мэн
  -  Мэриленд
  -  Невада[Комм. 3]
  -  Нью-Джерси
  -  Нью-Йорк
  -  Нью-Мексико
  -  Нью-Гэмпшир
  -  Огайо[Комм. 4]
  -  Оклахома
  -  Орегон
  -  Пенсильвания
  -  Род-Айленд
  -  Северная Дакота
  -  Северная Каролина
  -  Северные Марианские Острова
  -  Теннесси[Комм. 2]
  -  Техас
  -  Флорида
  -  Южная Дакота
  -  Южная Каролина
  -  Юта[Комм. 4]
- Судан
- Таджикистан[18]
- Тайвань[19]
- Танзания
- Тринидад и Тобаго
- Тунис
- Туркменистан
- Турция
- Уганда
- Узбекистан
- Украина
- Уругвай
- Фарерские острова[20]
- Фиджи
- Филиппины
- Финляндия
- Франция
- Хорватия
- Черногория
- Чехия
- Чили
- Швейцария
- Швеция
- Шри-Ланка
- Эсватини[21]
- Эстония
- Эквадор
- ЮАР
- Ямайка
- Япония

### 19 лет
- Канада
  -  Британская Колумбия
  -  Новая Шотландия
  -  Нунавут
  -  Нью-Брансуик
  -  Ньюфаундленд и Лабрадор
  -  Северо-Западные территории
  -  Юкон
- Алжир[22]
- Республика Корея[23][24]
- США
  -  Алабама
  -  Небраска

### 20 лет
- Новая Зеландия[25]
- Таиланд

### 21 год
- Бахрейн
- Габон[26]
- Гондурас
- Гренада[27]
- Камерун
- Кот-д’Ивуар
- Кувейт[28]
- Лесото
- Мадагаскар[29]
- ОАЭ
- Сингапур
- США
  -  Миссисипи
  -  Пуэрто-Рико
- Чад

### В Российской империи
Совершеннолетие определялось возрастом применения прав состояния:
- для привлечения к уголовной ответственности — 16 лет;
- для поступления на службу — 16 лет;
- для брака у мужчин — 18 лет;
- для управления имуществом и заключения договоров — 17 лет с попечителем, с 21 года — без;
- для свидетельства в суде — 15 лет;
- для участия в городских выборах — 25 лет;
- для занятия должностей в сельском и волостном управлении — 25 лет.